# Černovice (Moravia meridionale)
Černovice (in tedesco Tschernowitz) è un comune della Repubblica Ceca facente parte del distretto di Blansko, in Moravia Meridionale.